# Johannes Weiß (Theologe)

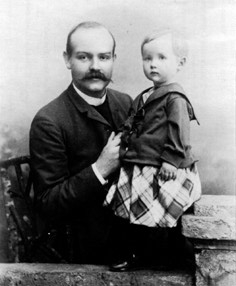
Johannes Weiß

Johannes Weiß (* 13. Dezember 1863 in Kiel; † 24. August 1914 in Heidelberg) war ein evangelischer Theologe, der wesentliche Beiträge zur Entwicklung der historisch-kritischen Methode und ihrer Anwendung auf das Neue Testament leistete. Weiß gilt als Wegbereiter der so genannten Formgeschichte.

## Leben
Weiß, der Sohn des Theologen Bernhard Weiß, studierte an den Universitäten Marburg, Berlin, Göttingen und Breslau. Er lehrte ab 1890 in Göttingen, ab 1895 in Marburg, sowie ab 1908 in Heidelberg und gehörte mit seiner Entdeckung des eschatologischen Elementes vor allem in der Verkündigung Jesu zu den Vertretern der religionsgeschichtlichen Schule. Zu seinen Schülern zählen unter anderem Rudolf Bultmann, der seine Untersuchungen zur Formgeschichte des Neuen Testaments aufgriff und weiterführte, und Josef Hromádka. Von Weiß stammt unter anderem die Bezeichnung „Q“ für die Logienquelle, die laut der Zweiquellentheorie Eingang in die Evangelien nach Matthäus und Lukas gefunden hat.
Seit 1910 war er außerordentliches Mitglied der Heidelberger Akademie der Wissenschaften.

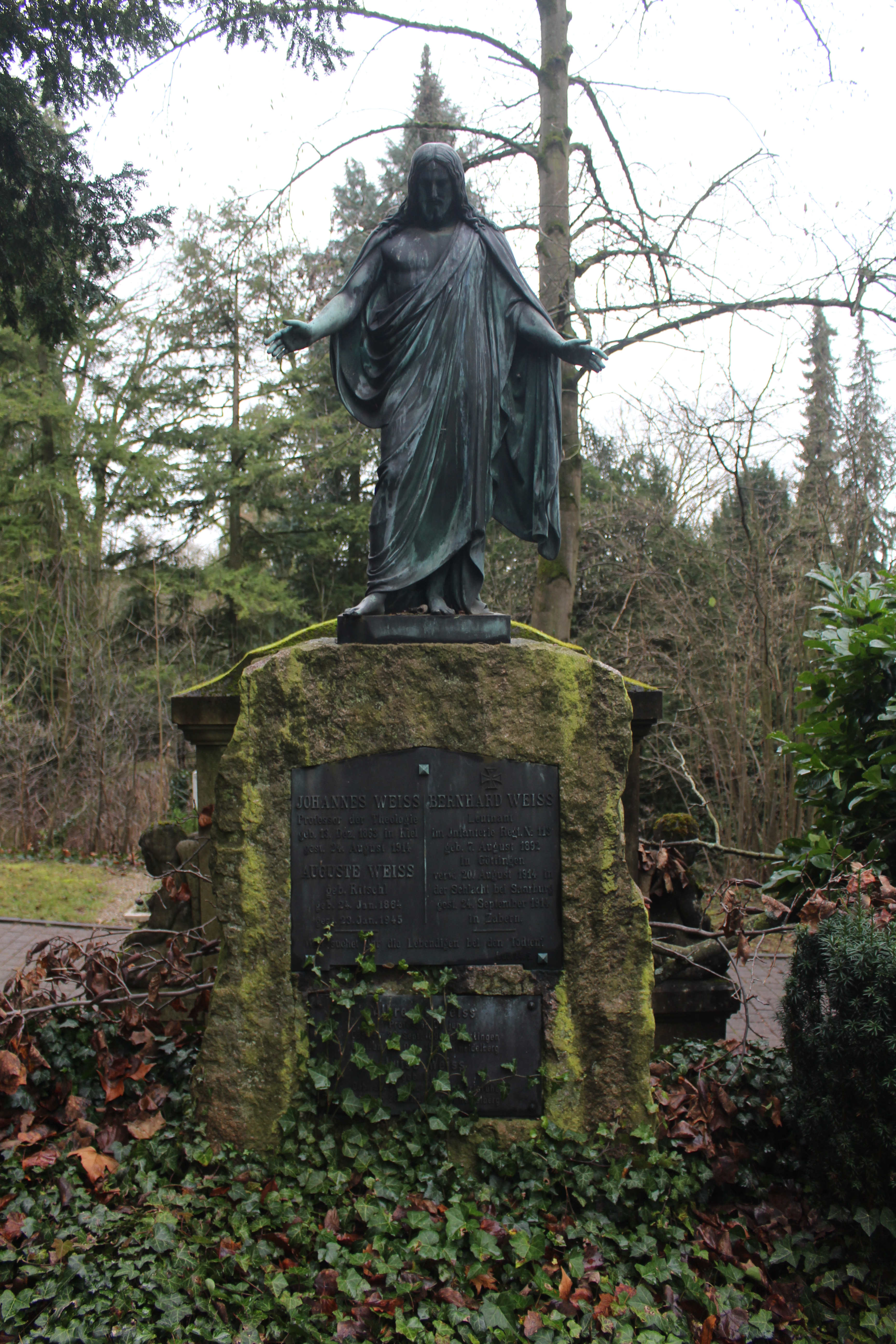
Grabstätte von Johannes Weiß, Bergfriedhof Heidelberg

Johannes Weiß fand seine letzte Ruhe auf dem Heidelberger Bergfriedhof im Familiengrab – Arnold und Rech / Müller, Guggler und Weiß –, in der (Abt. L) gelegen. Albrecht Weiß war sein Sohn.

## Schriften (Auswahl)
- Die Offenbarung des Johannes. Ein Beitrag zur Literatur- und Religionsgeschichte (= FRLANT. Band 3). Göttingen 1904.
- Die Predigt Jesu vom Reiche Gottes. Göttingen 1892, 3. Auflage 1964.